# Isognomon
Isognomon is een geslacht van tweekleppigen uit de familie van de Pteriidae.

## Soorten
- Isognomon alatus (Gmelin, 1791)
- Isognomon albisoror (Iredale, 1939)
- Isognomon australica (Reeve, 1858)
- Isognomon bicolor (C. B. Adams, 1845)
- Isognomon californicum (Conrad, 1837)
- Isognomon dunkeri (P. Fischer, 1881)
- Isognomon ephippium (Linnaeus, 1758)
- Isognomon fortissimus (L. C. King, 1933) †
- Isognomon incisum (Conrad, 1837)
- Isognomon isognomum (Linnaeus, 1758)
- Isognomon janus Carpenter, 1857
- Isognomon legumen (Gmelin, 1791)
- Isognomon nucleus (Lamarck, 1819)
- Isognomon perna (Linnaeus, 1767)
- Isognomon radiatus (Anton, 1838)
- Isognomon recognitus (Mabille, 1895)
- Isognomon vulselloides Macsotay & Campos, 2001
- Isognomon wellmani Crampton, 1988 †